# Piwniczna-Zdrój

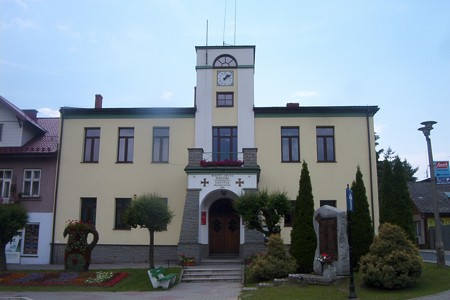
Primăria

Piwniczna-Zdrój este un oraș în județul Nowy Sącz, Voievodatul Polonia Mică, cu o populație de 5.999 locuitori (2011) în sudul Poloniei.